# Bộ Chính trị Ban Chấp hành Trung ương Đảng Cộng sản toàn Liên bang khóa XV (1927–1930)
Bộ Chính trị Ban Chấp hành Trung ương Đảng Cộng sản Nga khóa XV (1927-1930) được bầu tại Hội nghị Trung ương lần thứ nhất của Ban chấp hành Trung ương Đảng Cộng sản Nga (Bolsheviks) khóa XV được tổ chức ngày 19/12/1927.

## Ủy viên chính thức
| Tên (sinh – mất)               | Bắt đầu    | Kết thúc   | Thời gian       |
| ------------------------------ | ---------- | ---------- | --------------- |
| Nikolai Bukharin (1888–1938)   | 19/12/1927 | 17/11/1929 | 1 năm, 333 ngày |
| Kliment Voroshilov (1881–1969) | 19/12/1927 | 13/7/1930  | 2 năm, 206 ngày |
| Mikhail Kalinin (1875–1946)    | 19/12/1927 | 13/7/1930  | 2 năm, 206 ngày |
| Valerian Kuybyshev (1888–1935) | 19/12/1927 | 13/7/1930  | 2 năm, 206 ngày |
| Vyacheslav Molotov (1890–1986) | 19/12/1927 | 13/7/1930  | 2 năm, 206 ngày |
| Alexei Rykov (1881–1938)       | 19/12/1927 | 13/7/1930  | 2 năm, 206 ngày |
| Jānis Rudzutaks (1887–1938)    | 19/12/1927 | 13/7/1930  | 2 năm, 206 ngày |
| Joseph Stalin (1878–1953)      | 19/12/1927 | 13/7/1930  | 2 năm, 206 ngày |
| Mikhail Tomsky (1880–1936)     | 19/12/1927 | 13/7/1930  | 2 năm, 206 ngày |

## Ủy viên dự khuyết
| Tên (sinh – mất)              | Bắt đầu    | Kết thúc  | Thời gian       |
| ----------------------------- | ---------- | --------- | --------------- |
| Andrey Andreyev (1895–1971)   | 19/12/1927 | 13/7/1930 | 2 năm, 206 ngày |
| Lazar Kaganovich (1893–1991)  | 19/12/1927 | 13/7/1930 | 2 năm, 206 ngày |
| Sergey Kirov (1886–1934)      | 19/12/1927 | 13/7/1930 | 2 năm, 206 ngày |
| Stanislav Kosior (1889–1939)  | 19/12/1927 | 13/7/1930 | 2 năm, 206 ngày |
| Anastas Mikoyan (1895–1978)   | 19/12/1927 | 13/7/1930 | 2 năm, 206 ngày |
| Grigory Petrovsky (1878–1958) | 19/12/1927 | 13/7/1930 | 2 năm, 206 ngày |
| Nikolai Uglanov (1886–1937)   | 19/12/1927 | 29/4/1929 | 1 năm, 131 ngày |
| Vlas Chubar (1891–1939)       | 19/12/1927 | 13/7/1930 | 2 năm, 206 ngày |
| Karl Bauman (1892–1937)       | 29/4/1929  | 13/7/1930 | 1 năm, 75 ngày  |
| Sergei Syrtsov (1893–1937)    | 21/6/1929  | 13/7/1930 | 1 năm, 22 ngày  |